# Eratostene di Cirene
Eratòstene di Cirene (in greco antico: Ἐρατοσθένης ὁ Κυρηναῖος?, Eratosthénēs ho Kyrēnâios; Cirene, 276 a.C. circa – Alessandria d'Egitto, 194 a.C. circa) è stato un filosofo e astronomo greco antico.
È noto alla storia soprattutto per aver concepito il metodo matematico trigono-geometrico che porta il suo nome, e che gli permise di calcolare la più accurata misura, tra quelle antiche, della circonferenza terrestre, più precisamente del meridiano terrestre passante per l'Egitto utilizzando delle semplici osservazioni e misurazioni in quei luoghi durante i solstizi d'estate.

## Biografia
Figlio di Aglao, nacque a metà degli anni settanta del III secolo a.C. a Cirene.
Verso la fine degli anni sessanta, si recò ad Atene per studiare e menziona tra i suoi insegnanti Aristone di Chio, Arcesilao di Pitane, che era recentemente diventato scolarca dell'Accademia, e Bione di Boristene, le cui opinioni erano eclettiche. Altri insegnanti, secondo Strabone, includevano il poco noto Apelle di Chio e il fondatore dello stesso Stoicismo, Zenone di Cizio, anche se qualsiasi contatto fu breve, poiché morì poco dopo l'arrivo di Eratostene. La Suda aggiunge altri due insegnanti, Lisania di Cirene, filologo e grammatico con interessi omerici e il conterraneo di Eratostene, Callimaco. 
Precettore di Tolomeo IV Filopatore, fu terzo bibliotecario della Biblioteca di Alessandria ed uno degli intellettuali più versatili della sua epoca, un tipico studioso dell'età ellenistica, con molteplici interessi. Scrisse, infatti, opere di filologia e critica letteraria, di astronomia e matematica, cronologia e geografia, divenne uno stretto collaboratore di Archimede, che potrebbe aver visitato Alessandria in questo periodo e che gli inviò materiale inedito per un commento, riconoscendone l'aiuto con eloquenti lodi nella prefazione del suo Metodo dei Teoremi Meccanici. Secondo la già citata voce della Suda, comunque, i suoi critici lo soprannominarono Beta (la seconda lettera dell'alfabeto greco), poiché era sempre il secondo in ogni campo; i suoi sostenitori lo chiamavano, invece, Pentathlos, come gli olimpionici che competevano in tutte le gare, poiché si era dimostrato ferrato in ogni campo del sapere. 
Sarebbe morto non dopo il 194 a.C. e sepolto ad Alessandria, anziché nella madrepatria Cirene.

## Opere
Attraverso varie fonti antiche, si ricostruiscono i titoli delle seguenti opere: Platonikos (probabilmente un testo filosofico), i poemetti eziologici Hermes e Erigone, le opere cronologiche Chronographiai e Vincitori delle Olimpiadi, Περὶ τῆς ἀναμετρήσεως τῆς γῆς (Sulla misurazione della terra), Гεωγραϕικά (Geografia), Arsinoe (un elogio della defunta regina, citato da Ateneo di Naucrati), Aristone (sulla raffinatezza di Aristone di Chio) e, infine, i Catasterismi, un insieme di miti sulle costellazioni, pervenuto, ma quasi concordemente ritenuto spurio. Tuttavia, nel 1956 lo studioso Jean Martin attribuì ad Eratostene l'opera originale della quale il testo giunto a noi sarebbe una versione abbreviata. L'opera fu per la prima volta pubblicata in una lingua europea nel 1998, quando fu tradotta in francese con il titolo Le Ciel. Mythes et histoire des constellations, Les Catastérismes d'Eratosthène.

### Filosofia, letteratura e filologia
Eratostene avrebbe composto saggi di contenuto etico, anche se della sua produzione in questo settore non sappiamo nulla di preciso: uno spiraglio sulle sue concezioni è dato da un frammento riportato da Strabone nel prologo della sua opera, nel quale Eratostene afferma che non bisognerebbe dividere gli uomini tra barbari e Greci, ma secondo le loro qualità, in quanto non solo vi sono Greci pessimi ma "barbari" di alta civiltà. 
Si occupò anche di storia della letteratura, scrivendo in particolare un trattato Sulla commedia antica (Περὶ ἀρχαίας κωμῳδίας), in almeno dodici libri, in cui trattava a fondo le questioni relative alle antichità teatrali e all'autenticità, alla data, alla composizione, alla lingua e al testo delle varie commedie; in questo campo coniò per se stesso il termine "filologo", nel senso di "amante della cultura", dando inizio terminologicamente alla filologia alessandrina.
A giudizio degli antichi, fu rinomato come poeta: la sua Erigone, componimento mitologico in distici sulla omonima eroina attica, era celebre e fu largamente imitata; inoltre, si ricordano un Anterinys o Hesiodos, ispirato alle leggende sulla morte di Esiodo, e un Ermes, che narrava i fatti della fanciullezza del dio. Si trattava di componimenti fortemente legati alla poetica callimachea e con grande attenzione per la mitologia legata all'astronomia.

### Cronologia
Il suo contributo principale in questo campo consiste nell'aver sistematizzato, nelle Cronografie, le date della storia greca in base alla datazione per Olimpiadi, utile per l'abbondanza di riferimenti in letteratura ai Giochi olimpici e per il loro carattere panellenico. La sua compilazione di un elenco di vincitori nelle gare olimpiche, poi, era chiaramente funzionale alle sue ricerche cronologiche. Il metodo di datazione olimpico poteva, però, essere applicato soltanto agli eventi successivi al 776 a.C., anno della prima Olimpiade; per il periodo precedente, Eratostene usò la successione dei re spartani, a noi pervenuta nella rielaborazione della Cronaca di Eusebio di Cesarea, riuscendo a fornire una cronologia relativa della Guerra di Troia (che egli data ad 80 anni prima del ritorno in Grecia degli Eraclidi, dunque al 1184 a.C.) e del floruit di Omero (che Eratostene collocava 100 anni dopo Troia, dunque nel 1084 a.C.).

### Astronomia e matematica
Tra i risultati astronomici conosciamo la misura dell'inclinazione dell'eclittica, effettuata con un piccolo errore, e la compilazione di un catalogo di 675 stelle, andato perduto. Intorno al 255 a.C. avrebbe inventato la sfera armillare, strumento che consente la rappresentazione della sfera celeste e la descrizione del moto delle stelle intorno alla Terra. Sulle sue misure delle distanze tra Terra e Luna e tra Terra e Sole abbiamo solo una notizia confusa, trasmessa da Eusebio di Cesarea.

Applicazione del crivello di Eratostene per trovare i numeri primi minori o uguali a 120.

Tra i risultati matematici di Eratostene, quello più noto è, in campo aritmetico, il crivello di Eratostene, un metodo per individuare i numeri primi: «Il procedimento consiste nel cancellare dalla serie dei numeri dispari i multipli di 3, 5, 7, ...; i numeri dispari che rimangono sono evidentemente divisibili solo per sé stessi e l'unità, cioè primi». Un'altra sua invenzione è quella del mesolabio, riportata in dettaglio da Eutocio di Ascalona, uno strumento meccanico con il quale si possono calcolare due medi proporzionali da inserire tra due segmenti assegnati, o, equivalentemente, estrarre una radice cubica. Infine, Pappo di Alessandria riferisce che Eratostene scrisse anche un'opera matematica intitolata alle medie proporzionali (Περὶ μεσοτήτων).

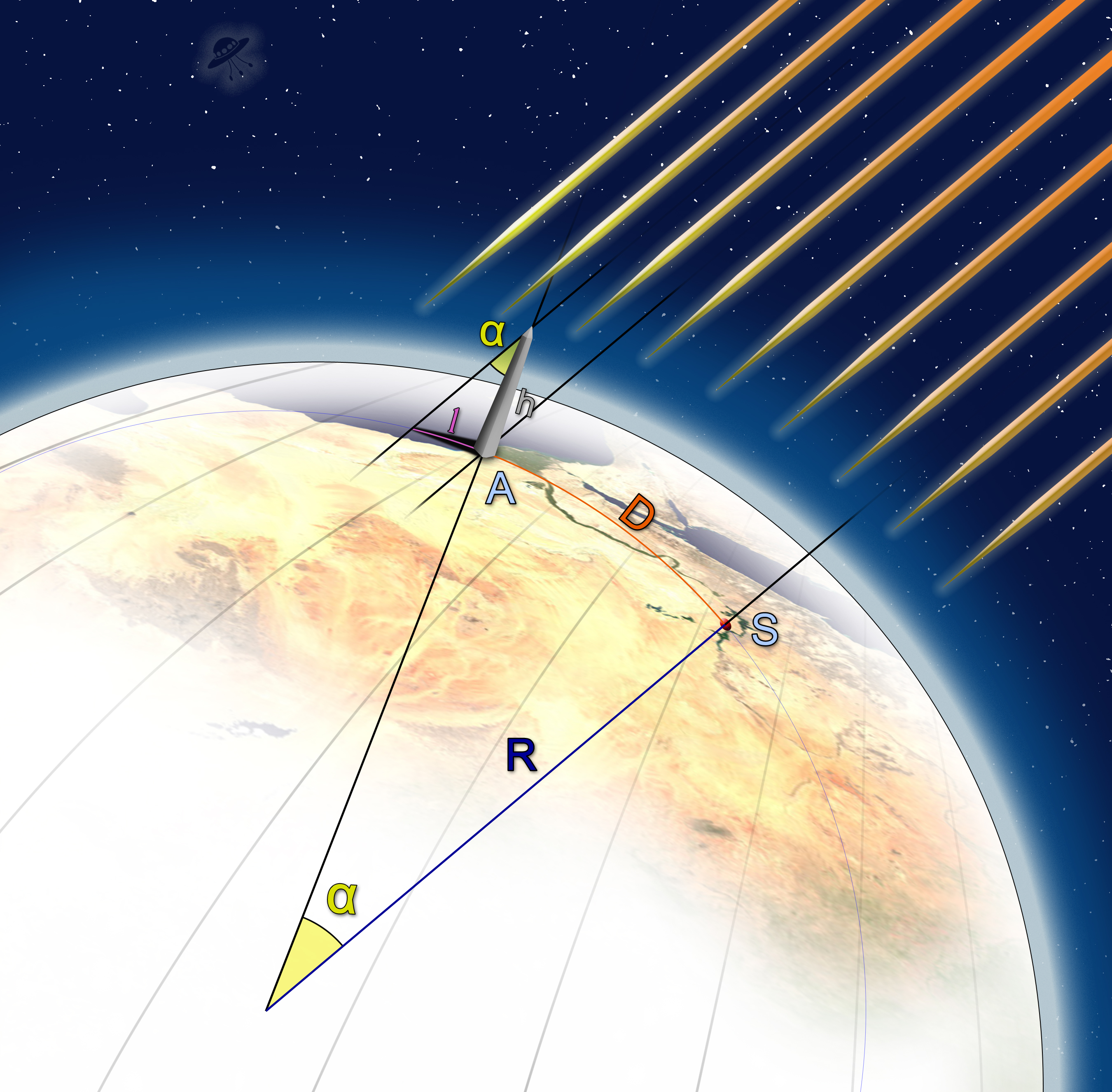
Misura del meridiano terrestre secondo la versione semplificata di Cleomede, basata sulle assunzioni errate che Siene fosse sul Tropico del Cancro e sullo stesso meridiano di Alessandria.

### Geografia terrestre e la misura del meridiano
Eratostene coniò i termini γεωγραφία (geografia) e γεωγράφος (geografo) nel suo trattato Geographika, di cui ci rimangono 155 frammenti. Il libro I dei Geographika si apriva con la storia della geografia dal tempo di Omero al suo, sottolineando i grandi progressi compiuti nella conoscenza geografica nel periodo di Alessandro e dei Diadochi. Eratostene procedeva, quindi, ad esaminare la natura stessa della terra, in particolare la sua forma e i processi formativi, rilevando la presenza di fenomeni marini nell'entroterra e gli effetti dell'insabbiamento sulle regioni costiere e sugli estuari dei fiumi. Il libro II, poi, era dedicato alla forma della terra, usando la circonferenza di 252.000 stadi che aveva determinato. Sebbene le distanze terrestri specifiche fossero in gran parte riservate al Libro III, c'erano alcuni calcoli e il geografo divideva latitudinalmente il mondo abitato in cinque zone. Infine, nel III libro, si offrivano molti dettagli topografici: si rompeva con il modello accettato da Ecateo di Mileto e non andava in senso orario dalle Colonne d'Ercole ma da est a ovest, forse riflettendo l'ossessione contemporanea per l'India. Piuttosto che vedere il mondo come popolato da gruppi etnici, come era avvenuto di recente al tempo di Eforo, Eratostene enfatizzava i luoghi, fossero essi città o caratteristiche geografiche.
La misura del meridiano terrestre fu certamente il risultato raggiunto più famoso in questo campo, nella Misurazione della terra, da Eratostene, che stimò per esso una lunghezza di 252000 stadi, con un errore, assumendo uno stadio compreso tra i 155 e i 160 metri, tra il -2,4% e il +0,8% rispetto al valore corretto. Il procedimento seguito era descritto in un'opera in due libri Sulla misura della Terra, che è però andata perduta.
Il metodo utilizzato da Eratostene per misurare il meridiano terrestre è andato, appunto, perduto; a essere pervenuta è invece una versione divulgativa e semplificata, riportata da Cleomede, che invita a prendere in considerazione due città, Alessandria d'Egitto e Siene, l'odierna Assuan. Assumendo la distanza delle due città pari a 5000 stadi egizi, Cleomede fa le ipotesi semplificative (ma errate) che Siene si trovi esattamente sul Tropico del Cancro e che Siene e Alessandria siano sullo stesso meridiano. Date queste ipotesi, a mezzogiorno del solstizio d'estate a Siene il sole si troverebbe allo zenit, con i raggi del sole perfettamente verticali, in quanto il Tropico del Cancro è proprio il parallelo che unisce i punti con questa caratteristica. In quello stesso giorno, l'angolo di incidenza dei raggi solari misurato ad Alessandria corrisponde all'angolo con il vertice al centro della Terra contenuto tra le semirette che lo congiungono alle due città (ipotesi che le due città siano sullo stesso meridiano). Il suo valore era di 1/50 di angolo giro, di conseguenza la misura dell'intera circonferenza terrestre era di 250000 (=50×5000) stadi egizi quindi 39375 km (contro i 39941 reali della circonferenza polare) con l'errore dell'1,4% circa.
In realtà, il metodo di Eratostene era più complesso, come testimoniato dallo stesso Cleomede, il cui scopo dichiarato era quello di esporre una versione semplificata rispetto a quella contenuta nell'opera di Eratostene. Il metodo si basava su una campagna di misurazioni avvenuta per mezzo dei mensores regii, funzionari regi incaricati di effettuare misure capillari del territorio egiziano per fini fiscali. Anche il fatto che la misura trovata corrisponda a 252.000 stadi potrebbe essere significativo: si tratta infatti di un numero divisibile per tutti i numeri naturali da 1 a 10. Secondo un'interpretazione, Eratostene avrebbe alterato i dati per ottenere questo risultato «utile»; secondo l'interpretazione di Russo, invece, basata su una affermazione di Plinio che parla dello stadio «secondo il rapporto di Eratostene», Eratostene avrebbe introdotto un nuovo stadio come sottomultiplo del meridiano.